# Amos (Caria)
Amos (in greco antico: Ἄμος?, derivante probabilmente da in greco antico: ἄμμος? "sabbioso") era un demo dell'antica Caria, ubicato vicino alla moderna città di Turunç in Turchia.

## Storia
Amos era la rodese Peræa Rhodiorum in Caria sulla costa del Mediterraneo. Era probabilmente collegata a Lindo, fatto confermato da ritrovamenti epigrafici rinvenuti nella città Il collegamento con le poleis di Rodi è inoltre attestato dall'uso del dialetto dorico nelle iscrizioni trovate nell'insediamento.
Amos nel V secolo a.C. faceva parte della lega delio-attica assieme alle altre città dell'isola di Rodi, ed era compresa nella lista dei tributi ad Atene appartenendo alla comunità dei kherronēsioi ("popolo della penisola"). La penisola di Loryma è la più probabile candidata ad essere individuata come questa penisola; gli altri membri di questa comunità sono sconosciuti. Ad un certo punto in questo periodo, Amos e gli altri due membri del kherronēsioi costituirono un'unione economica (συντέλεια) per pagare i tributi. I membri di questa synteleia potrebbero aver coperto la maggior parte della penisola di Loryma.
Da un gruppo di tre iscrizioni (Supplementum Epigraphicum Graecum 14.683; 14.684; 14.685) si evince che Amos intorno al 200 a.C. aveva un consiglio di ieromnemoni, "sacri rammentatori" che erano responsabili della conservazione e del ricordo degli accordi legali e di altri procedimenti giuridici.
Gli abitanti di Peraia e di Amos, erano a pieno titolo cittadini di Rodi. Sembra però, come gli amiani, che pur essendo discendenti da Lindo, non avevano alcuna cittadinanza a Lindo. Le iscrizioni di cui sopra indicano che la città (polis, cioè, Rodi) aveva il diritto di espellere gli abitanti e multarli, dimostrando che la polis aveva forti interessi nell'area.

## Rovine

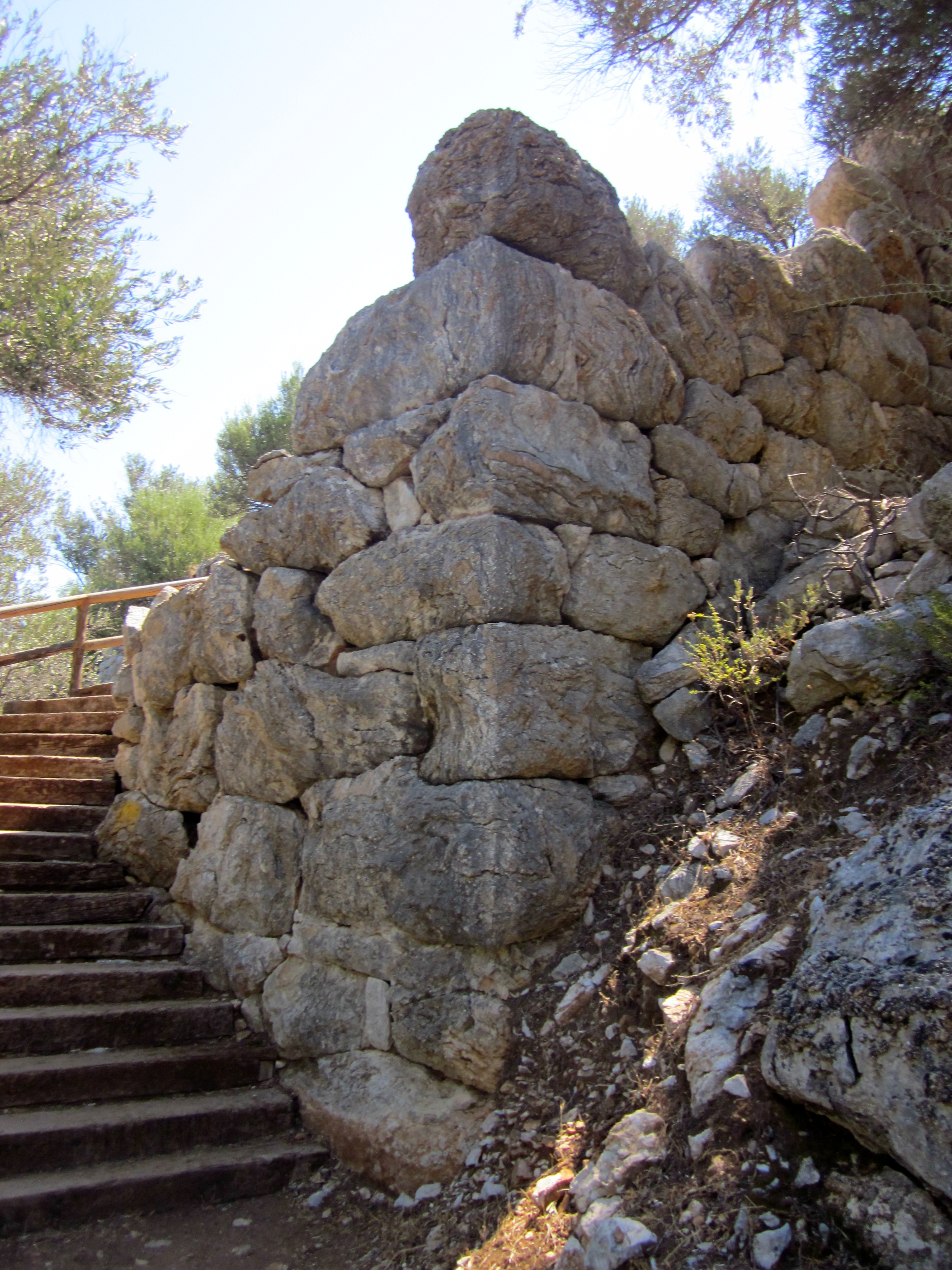
Torre ellenistica nell'antica Amos.

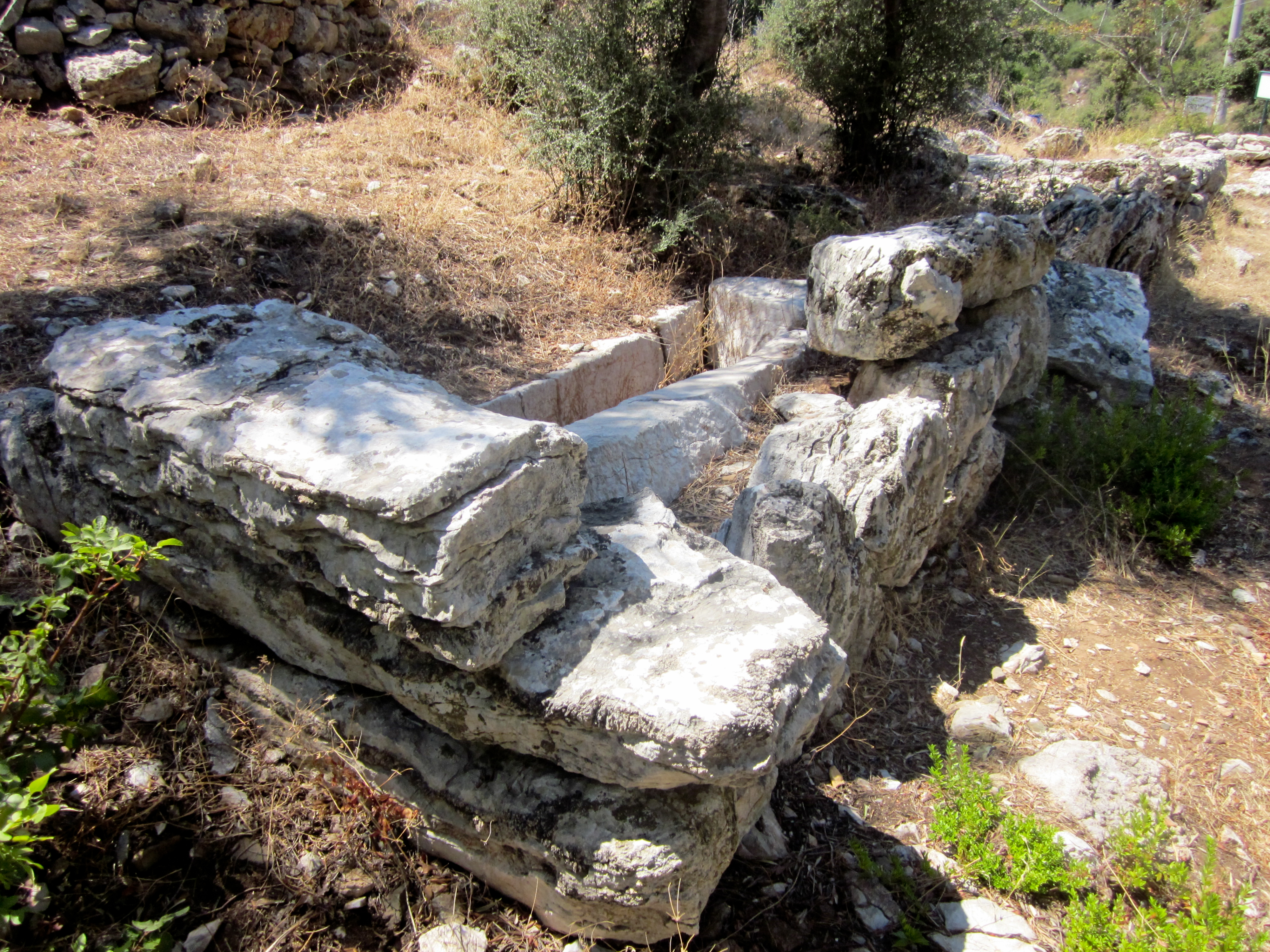
Tomba nella necropoli.

Le rovine dell'antica Amos sono concentrate sulla collina allungata di Asarcık a Hisarburnu ("fortezza"), che domina il golfo di Marmara. La cinta muraria è realizzata in forma poligonale, è datata al periodo ellenistico, ed è abbastanza ben conservata sul versante nord dove le mura e le torri ancora in piedi si elevano a 3-4 metri di altezza. Le mura a sud sono quasi scomparse a causa dell'erosione. Cinque torri sono ben conservate, tutte in buono stato tranne una. Esiste una porta nel muro settentrionale, che è probabilmente la porta principale della città. Sulla base del tipo di muratura utilizzato, la costruzione del muro originale è stato datato al IV secolo a.C.
Dei resti intra muros, il teatro è il più evidente. Dei tre noti teatri greci di Rodi, il teatro di Amos è l'unico con i resti ben conservati della scena e dell'orchestra. Il numero approssimativo di possibili spettatori è stimato intorno al 1 300. George Ewart Bean ha trovato nel 1948 un frammento di un altare dedicato a Dioniso nell'area dell'orchestra.
In cima alla collina, appena ad ovest del teatro, sono visibili diversi frammenti di una base di statua a forma circolare o semicircolare di epoca ellenistica.
Ancora ad ovest, vicino alle mura, si trovano le fondamenta di un piccolo tempio in antis con un pronao, largo 6,8 metri e lungo 13,8. Nelle vicinanze sono state trovate delle iscrizioni con un inventario del tempio, mostranti che lo stesso era probabilmente dedicato ad Apollo Samnaios ("Apollo della collina"), una divinità conosciuta solo da queste parti. 
La necropoli si trova appena al di fuori della città vera e propria, a nord delle mura. Diverse tombe scavate nella roccia sono visibili sul terreno, insieme ad alcune iscrizioni e frammenti di architettura monumentale.